# صدرة
الصُّدْرَة أو الصُّدريّة أو الصَّدْرِيَّة (الجمع: صُدُرَات، صُدْرَات، صُدَر) هي قطعة ملابس علوية بلا أكمام تلبس فوق القمصان والكنزات، وتلبس أيضًا تحت الستر أو المعاطف، وتلبس أيضًا في اللباس الرسمي للرجال، وغالباً ما تمثل القطعة الثالثة في بذلة الأعمال ثلاثية القطع.